# Liste der Museen in Rheinland-Pfalz

## A
- Alf, Landkreis Cochem-Zell
  - Burg Arras
- Alsbach, Westerwaldkreis
  - Kunstfreunde Bergstraße e. V. Bürgerhaus Sonne
- Alsenz, Donnersbergkreis
  - Alsenzer Museum für Heimatgeschichte und Nordpfalz Galerie im Alten Rathaus
  - Pfälzisches Steinhauermuseum
- Alzey, Landkreis Alzey-Worms
  - Kunst im Burggrafiat
  - Museum der Stadt Alzey
- Andernach, Landkreis Mayen-Koblenz
  - Heilkunde-Museum e. V. Johann-Winter-Museum
  - Stadtmuseum Andernach
- Armsheim, Landkreis Alzey-Worms
  - Museumsstellwerk Armsheim Nord (An)
- Asbacherhütte, Landkreis Birkenfeld
  - Edelstein-Schleiferei Ernst Biehl jr.

## B
- Bad Breisig, Landkreis Ahrweiler
  - Ikonen-Museum Bad Breisig in der Villa Solitude am Kurpark
  - Puppenmuseum Bad Breisig im Alten Rathaus
- Bad Dürkheim, Landkreis Bad Dürkheim
  - Heimatmuseum der Stadt Bad Dürkheim im Haus Catoir
  - Pfalzmuseum für Naturkunde (Pollichia-Museum)
- Bad Ems, Rhein-Lahn-Kreis
  - Emser Bergbaumuseum
  - Künstlerhaus Schloss Balmoral
  - Kur- und Stadtmuseum Bad Ems
- Bad Kreuznach, Landkreis Bad Kreuznach
  - Museum für PuppentheaterKultur PuK
  - Römerhalle
  - Schlossparkmuseum
- Bad Marienberg (Westerwald), Westerwaldkreis
  - Basaltpark Bad Marienberg Dokumentationsstätte für den Blaubasaltabbau
  - Neue Galerie Bad Marienberg
- Bad Münster am Stein-Ebernburg, Landkreis Bad Kreuznach
  - Quecksilbergrube „Schmittenstollen“
  - Künstlerbahnhof Ebernburg
- Bad Neuenahr-Ahrweiler, Landkreis Ahrweiler
  - Museum der Stadt Bad Neuenahr-Ahrweiler
  - Museum Roemervilla
  - Museum Synagoge Ahrweiler
  - Winzermuseum Bachem
- Bad Sobernheim, Landkreis Bad Kreuznach
  - Heimatmuseum Priorhof
  - Rheinland-Pfälzisches Freilichtmuseum
- Baumholder, Landkreis Birkenfeld
  - Heimatmuseum Baumholder
- Baumholder, Landkreis Kusel
  - Burg Lichtenberg
  - Frauenberg
- Bechtolsheim, Landkreis Alzey-Worms
  - Museum im Glockenturm
- Bedesbach, Landkreis Kusel
  - Museum Alte Schmiede
- Beilstein, Landkreis Cochem-Zell
  - Weinmuseum
- Bendorf, Landkreis Mayen-Koblenz
  - Stadtmuseum Bendorf
  - Turmuhrenmuseum Burg Sayn
  - Garten der Schmetterlinge Schloss Sayn im Fürstlichen Schlosspark
- Bennhausen, Donnersbergkreis
  - Alte Schmiede Bennhausen
- Bergweiler, Landkreis Bernkastel-Wittlich
  - Eifel-Heimatmuseum
- Bermel, Landkreis Mayen-Koblenz
  - Heimatmuseum Bermel
- Bernkastel-Kues, Landkreis Bernkastel-Wittlich
  - Geburtshaus des Nikolaus von Kues
  - Heimatmuseum Graachertor
  - Puppen- und Spielzeugmuseum
  - St. Nikolaus-Hospital (Cusanusstift)
  - Weinmuseum der Mittelmosel
- Bettendorf, Rhein-Lahn-Kreis
  - Geologisches Frei-Museum
- Betzdorf, Landkreis Altenkirchen (Westerwald)
  - Westerwaldbahn EFB Eisenbahnfreunde Betzdorf e. V.
- Biebelnheim, Landkreis Alzey-Worms
  - Beatles-Museum Little Cavern
- Bingen, Landkreis Mainz-Bingen
  - Heimatmuseum Burg Klopp
  - Historisches Museum am Strom Hildegard von Bingen
  - Stefan-George-Haus
- Birgel
  - Historische Wassermühle mit Mühlenmuseum
- Birkenfeld, Landkreis Birkenfeld
  - Museum Birkenfeld
  - Museum Feckweiler Ölmühle
- Bitburg-Prüm, Eifelkreis Bitburg-Prüm
  - Eifel-Ardennen-Museum im Haus Beda
  - Informationsstätte „Mensch und Natur“ im Deutsch-Belgischen Naturpark
  - Museum Prüm
  - Naturkundlicher Pavillon im Prümtal
  - Kreisheimatmuseum
  - Haus Beda
- Bleialf, Eifelkreis Bitburg-Prüm
  - Besucherbergwerk „Mühlenberger Stollen“
- Bobenheim-Roxheim, Rhein-Pfalz-Kreis
  - Heimatmuseum
- Bodenheim, Landkreis Mainz-Bingen
  - Bodenheimer Heimatmuseum
  - Deutsches Pumpenmuseum
- Boppard, Rhein-Hunsrück-Kreis
  - Museum der Stadt Boppard Alte Kurfürstliche Burg
- Braubach, Rhein-Lahn-Kreis
  - Museum Marksburg
- Breitenbach, Landkreis Kusel
  - Bergmanns-Bauernmuseum
- Brohl-Lützing, Landkreis Ahrweiler
  - Museum Mosenmühle
- Brücken, Landkreis Birkenfeld
  - Ortsmuseum Alter Dreschschuppen
- Brücken/Pfalz, Landkreis Kusel
  - Diamantschleifermuseum
- Bundenbach, Landkreis Birkenfeld
  - Hunsrück-Fossilienmuseum
  - Keltische Höhenburg „Altburg“
  - Schiefergrube „Herrenberg“ und Fossilienmuseum
- Böhl-Iggelheim, Rhein-Pfalz-Kreis
  - Heimatmuseum Altes Rathaus und Museum Altes Schulhaus

## C
- Cochem/Mosel, Landkreis Cochem-Zell
  - Museum Reichsburg Cochem

## D
- Daaden, Landkreis Altenkirchen (Westerwald)
  - Heimatmuseum des Daadener Landes
- Dahn, Landkreis Südwestpfalz
  - Burgmuseum Altdahn
  - Museum Dahn-Reichenbach
- Dannenfels, Donnersbergkreis
  - Dorfmuseum Dannenfels
  - Infozentrum Donnersberghaus
- Daun, Landkreis Vulkaneifel
  - Eifel-Vulkanmuseum
- Deidesheim, Landkreis Bad Dürkheim
  - 3F Deutsches Museum für Foto-, Film- und Fernsehtechnik
  - Museum für Weinkultur im historischen Rathaus
- Dierscheid, Landkreis Bernkastel-Wittlich
  - Dorfmuseum
- Diez, Rhein-Lahn-Kreis
  - Oranien-Nassau-Museum im Barockschloss Oranienstein
  - Regionalmuseum Diez im Grafenschloss Diez. Fürstengalerie.
- Dommershausen, Rhein-Hunsrück-Kreis
  - Vorderhunsrückmuseum mit Geschichte der Hunsrücker Knochenflickerfamilie Pies
- Dreikirchen, Westerwaldkreis
  - Naturkundemuseum
- Dörrmoschel, Donnersbergkreis
  - Steinemuseum

## E
- Edenkoben
  - Villa Ludwigshöhe
- Eich (Rheinhessen)
  - Heimatmuseum (seit 1978)
- Eisenberg (Pfalz), Donnersbergkreis
  - Römer-Museum Haus Isenburg
  - Museum Riegelstein
- Elmstein, Landkreis Bad Dürkheim
  - Alte Samenklenge
  - Wappenschmiede Elmstein
- Emmelshausen, Rhein-Hunsrück-Kreis
  - Agrarhistorisches Museum
- Enkenbach-Alsenborn, Landkreis Kaiserslautern
  - Circusmuseum Bajasseum
- Enkirch, Landkreis Bernkastel-Wittlich
  - Enkircher Heimatstuben
  - Schnapsmuseum Enkirch
- Eppelsheim, Landkreis Alzey-Worms
  - Dinotherium-Museum
- Eppenbrunn, Landkreis Südwestpfalz
  - Heimat- u. Waldmuseum
- Erbes-Büdesheim, Landkreis Alzey-Worms
  - Postmuseum Rheinhessen
- Erlenbach bei Dahn, Landkreis Südwestpfalz
  - Museum Burg Berwartstein
- Eulenbis, Landkreis Kaiserslautern
  - Beerewei-Museum im Bürgerhaus

## F
- Fell, Landkreis Trier-Saarburg
  - Besucherbergwerk Fell, historisches Dachschieferbergwerk
- Fischbach (Nahe), Landkreis Birkenfeld
  - Besucherbergwerk Fischbach „Kupfermine Hosenbach“
- Fließem, Eifelkreis Bitburg-Prüm
  - Römische Villa Otrang
- Flonheim, Landkreis Alzey-Worms
  - Infothek / Ortsmuseum Flonheim
- Flörsheim-Dalsheim, Landkreis Alzey-Worms
  - Weinmuseum im Weingut Schales
- Frankeneck, Landkreis Bad Dürkheim
  - Papiermacher- und Heimatmuseum
- Frankenthal (Pfalz)
  - Erkenbert-Museum
- Freinsheim, Landkreis Bad Dürkheim
  - Geschichte(n) in Zinn
  - Handwerkermuseum im Torturm
  - Historisches Spielzeugmuseum
- Fußgönheim, Rhein-Pfalz-Kreis
  - Deutsches Kartoffelmuseum
  - Heimatmuseum im Schloss Fußgönheim
- Föhren, Landkreis Trier-Saarburg
  - Heimatmuseum Föhren

## G
- Gau-Algesheim, Landkreis Mainz-Bingen
  - Rheinhessisches Fahrradmuseum im Kurmainzer Schloss Ardeck
- Gau-Odernheim, Landkreis Alzey-Worms
  - Heimatmuseum „Am Alten Schloss“ des Geschichtsvereins Gau-Odernheim und Umgebung e. V.
- Gerach, Landkreis Birkenfeld
  - Geracher Wasserschleife
- Germersheim, Landkreis Germersheim
  - Ziegeleimuseum Sondernheim
  - Deutsches Straßenmuseum
  - Stadt- und Festungsmuseum im Ludwigstor
- Gerolstein, Landkreis Vulkaneifel
  - Eifelbahn e. V.
  - Kreisheimatmuseum Heimatmuseum des Kreises Daun
  - Naturkundemuseum Gerolstein
  - Römisch-Germanisches Altertumsmuseum „Villa Sarabodis“ (Erlöserkirche)
- Gimbsheim, Landkreis Alzey-Worms
  - Heimatmuseum Gimbsheim
- Graach an der Mosel, Landkreis Bernkastel-Wittlich
  - Heimatkundliche Sammlung
- Großkarlbach, Landkreis Bad Dürkheim
  - Mühlenmuseum Leiningerland in der Dorfmühle
- Grünstadt, Landkreis Bad Dürkheim
  - Heimatmuseum Grünstadt
  - Kunst am Taubengarten
- Guldental, Landkreis Bad Kreuznach
  - Heimat- und Weinbaumuseum
- Gundheim, Landkreis Alzey-Worms
  - Heimatmuseum Gundheim
- Guntersblum, Landkreis Mainz-Bingen
  - Heimatmuseum Guntersblum im Guntersblumer Kellerweg
- Göllheim, Donnersbergkreis
  - Heimatmuseum Uhl’sches Haus

## H
- Hachenburg, Westerwaldkreis
  - Landschaftsmuseum Westerwald
- Hallgarten, Landkreis Bad Kreuznach
  - Burgmuseum und Lapidarium
- Hamm (Sieg), Landkreis Altenkirchen (Westerwald)
  - Raiffeisen-Museum
- Hasselbach (Hunsrück), Landkreis Simmern
  - Spielzeugmuseum Kunsterbunt
- Hauenstein (Pfalz), Landkreis Südwestpfalz
  - Deutsches Schuhmuseum Hauenstein
- Haßloch, Landkreis Bad Dürkheim
  - Heimatmuseum Ältestes Haus
- Heimbach-Weis, Landkreis Neuwied
  - Museum Abtei Rommersdorf
- Heltersberg, Landkreis Südwestpfalz
  - Heimatmuseum
- Helmenzen, Landkreis Altenkirchen (Westerwald)
  - Museumsscheune
- Herdorf, Landkreis Altenkirchen (Westerwald)
  - Bergbaumuseum des Kreises Altenkirchen
- Hermeskeil, Landkreis Trier-Saarburg Modell des geplanten Rheinland-Pfälzischen Feuerwehrmuseums, Ansicht vom Marktplatz
  - Dampflokmuseum Hermeskeil

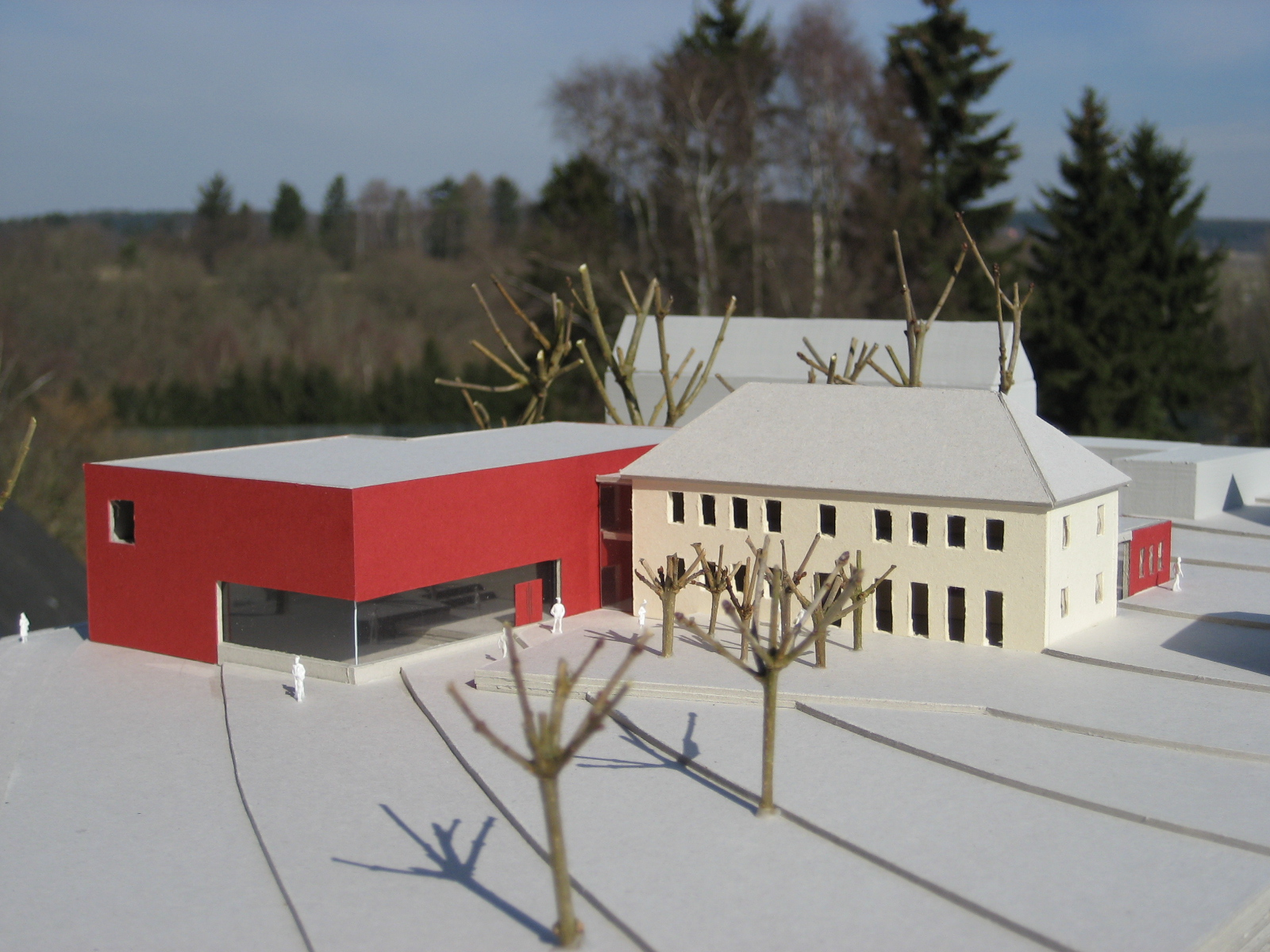
Modell des geplanten Rheinland-Pfälzischen Feuerwehrmuseums, Ansicht vom Marktplatz

  - Rheinland-Pfälzisches Feuerwehrmuseum Hermeskeil
  - Hochwaldmuseum
  - Flugausstellung Hermeskeil, größte private Flugausstellung Europas
  - Naturpark Saar-Hunsrück Informationszentrum Hermeskeil
- Herrstein, Landkreis Birkenfeld
  - Heimatmuseum Herrstein
- Herschberg, Landkreis Südwestpfalz
  - Wald- und Forstmuseum
- Hettenleidelheim, Landkreis Bad Dürkheim
  - Heimatmuseum und Archiv Karl Blum
- Hillesheim, Landkreis Vulkaneifel
  - Geologisch-Mineralogische Sammlung
- Hillscheid, Westerwaldkreis
  - Heimatmuseum Hillscheid
- Holzappel, Rhein-Lahn-Kreis
  - Heimatmuseum Esterau
- Holzhausen an der Haide, Rhein-Lahn-Kreis
  - Erinnerungsstätte Nikolaus August Otto
- Horrweiler, Landkreis Mainz-Bingen
  - Weindorfmuseum
- Höhr-Grenzhausen, Westerwaldkreis
  - Burgmuseum
  - Keramikmuseum Westerwald
  - Merkelbach-Museum
  - Museum für Stadtgeschichte
  - Töpferei und Museum am Kannenofen

## I
- Idar-Oberstein, Landkreis Birkenfeld
  - Deutsches Edelsteinmuseum
  - Edelsteinmine „Steinkaulenberg“
  - Historische Weiherschleife im Stadtteil Idar
  - Museum Idar-Oberstein
- Igel, Landkreis Trier-Saarburg
  - Heimatmuseum Igel
- Immerath, Landkreis Vulkaneifel
  - Schulmuseum im historischen Schul- und Backhaus
- Imsbach, Donnersbergkreis
  - Pfälzisches Bergbaumuseum
  - Schaubergwerk Grube Maria
  - Schaubergwerk Weiße Grube
- Ingelheim am Rhein, Landkreis Mainz-Bingen
  - Internationale Tage Ingelheim
  - Kleine Galerie Ingelheim
  - Museum bei der Kaiserpfalz
- Irrel, Eifelkreis Bitburg-Prüm
  - Westwall-Museum „Panzerwerk Katzenkopf“

## J
- Jockgrim, Landkreis Germersheim
  - Ziegeleimuseum
- Jünkerath, Landkreis Vulkaneifel
  - Eisenmuseum

## K
- Kaiserslautern
  - städtische Fruchthalle
  - Museum Pfalzgalerie
  - Theodor-Zink-Museum
  - Zoo Kaiserslautern
  - Wadgasserhof
- Kamp-Bornhofen, Rhein-Lahn-Kreis
  - Flößer- und Schiffermuseum
- Katzenelnbogen, Rhein-Lahn-Kreis
  - Einricher Heimatmuseum
- Kaub, Rhein-Lahn-Kreis
  - Blüchermuseum Kaub
  - 1. Deutsches Motorrollermuseum
- Kenn, Landkreis Trier-Saarburg
  - Heimatmuseum und Römerkeller
- Kirchen, Landkreis Altenkirchen (Westerwald)
  - Kirchener Heimatmuseum
- Kirchen-Freusburg, Landkreis Altenkirchen (Westerwald)
  - Otto-Pfeiffer-Museum
- Kirchheimbolanden, Donnersbergkreis
  - Museum im Stadtpalais
- Kirschweiler, Landkreis Birkenfeld
  - Historische Edelsteinschleiferei
- Kleinich, Landkreis Bernkastel-Wittlich
  - Heimatmuseum Mühle Oberkleinich
- Koblenz
  - Landesmuseum Koblenz (auf der Festung Ehrenbreitstein)
  - Mittelrhein-Museum Koblenz
  - Wehrtechnische Studiensammlung Koblenz
  - Ludwig Museum im Deutschherrenhaus
  - Haus Metternich
  - Mutter-Beethoven-Haus (Beethoven-Gedenkstätte)
  - Rheinisches Fastnachtsmuseum (im Kehlturm des Fort Konstantins)
  - Kunsthalle Koblenz
  - Mittelrheinisches Postmuseum
  - Rhein-Museum Koblenz, Museum für Kulturgeschichte und Schifffahrt
  - DB Museum Koblenz
  - Schlossmuseum Stolzenfels
- Konz, Landkreis Trier-Saarburg
  - Freilichtmuseum Roscheider Hof e. V.
- Kuhardt, Landkreis Germersheim
  - Heimatmuseum Kuhardt
- Kurtscheid, Landkreis Neuwied
  - Eddes Spielzeugmuseum
- Kusel, Landkreis Kusel
  - Musikantenlandmuseum auf Burg Lichtenberg
  - Stadt- und Heimatmuseum

## L
- Lahnstein, Rhein-Lahn-Kreis
  - Lahnsteiner Fastnachtsmuseum
  - Museum Burg Lahneck
  - Museum der Stadt Lahnstein
  - Nassau-Sporkenburger Hof
- Lambrecht, Landkreis Bad Dürkheim
  - Deutsches Schaustellermuseum
- Landscheid, Landkreis Bernkastel-Wittlich
  - Peter-Zirbes-Haus/Niederkail
- Landstuhl, Landkreis Kaiserslautern
  - Sickingen-Museum
- Laufeld, Landkreis Bernkastel-Wittlich
  - Puppen- und Spielzeugmuseum im Hotel-Café Eifelperle
- Laurenburg, Rhein-Lahn-Kreis
  - Militaria Sammlung
- Leimersheim, Landkreis Germersheim
  - Heimatmuseum Fischerhaus
- Leiwen, Landkreis Trier-Saarburg
  - Wein- und Heimatmuseum
- Leutesdorf, Landkreis Neuwied
  - Heimatkundliche Sammlung
- Limbach, Westerwaldkreis
  - Dorfmuseum Limbach/Bornstube
- Linz am Rhein, Landkreis Neuwied
  - Burg Linz am Rhein
- Longkamp, Landkreis Bernkastel-Wittlich
  - Heimatmuseum Barbara Mühle
- Longuich, Landkreis Trier-Saarburg
  - Museum Römische Villa
- Ludwigshafen am Rhein
  - K.O. Braun Museum
  - Stadtmuseum Rathaus
  - Wilhelm-Hack-Museum
  - Museum Friesenheim
  - Scharpf-Galerie
  - Schulmuseum Rheingönheim
  - Schillerhaus Oggersheim
  - Ernst-Bloch-Archiv des Ernst-Bloch-Zentrums
- Lützkampen, Eifelkreis Bitburg-Prüm
  - wArtehalle

## M
- Mackenbach, Landkreis Kaiserslautern
  - Westpfälzer Musikantenmuseum
- Mainz
  - Deutsches Kabarettarchiv
  - Bischöfliches Dom- und Diözesanmuseum
  - Gutenberg-Museum
  - Heiligtum der Isis und Mater Magna (Mainz)
  - Kunsthalle Mainz
  - Kupferberg-Museum
  - Landesmuseum Mainz
  - Mainzer Garnisonsmuseum
  - Mainzer Fastnachtsmuseum
  - Mainzer Minipressen-Archiv
  - Museum für Antike Schifffahrt
  - Museum für Heimatgeschichte Bretzenheim und Zahlbach
  - Museum für Mombacher Ortsgeschichte, Mainz-Mombach
  - Museum Gonsenheim, Mainz-Gonsenheim
  - Museum in der Schillerschule, Mainz-Weisenau
  - Naturhistorisches Museum (Mainz)
  - Römisch-Germanisches Zentralmuseum
  - Stadtarchiv und städtisches Münzkabinett
  - Stadthistorische Museum von Mainz
  - Ziegelmuseum in der Alten Ziegelei, Mainz-Bretzenheim
- Manderscheid, Landkreis Bernkastel-Wittlich
  - Heimatmuseum
  - Maarmuseum Manderscheid
  - Privatmuseum „Die Steinkiste“
- Mannweiler-Cölln, Donnersbergkreis
  - Randeck-Museum
- Maria Laach, Landkreis Ahrweiler
  - Naturkundemuseum Maria Laach
- Mayen, Landkreis Mayen-Koblenz
  - Eifelmuseum
  - Ausstellungshalle Terra Vulcania am Grubenfeld
- Mehring, Landkreis Trier-Saarburg
  - Heimatmuseum Mehring
- Mendig, Landkreis Mayen-Koblenz
  - Deutsches Vulkanmuseum
- Mermuth, Rhein-Hunsrück-Kreis
  - Intarsienmuseum Mermuth
- Mittelstrimmig, Landkreis Cochem-Zell
  - Heimatmuseum Mittelstrimmig
- Montabaur
  - b-05 Kunst- und Kulturzentrum Association e. V
- Monzelfeld, Landkreis Bernkastel-Wittlich
  - Dorfmühle mit heimatkundlicher Sammlung
- Morbach, Landkreis Bernkastel-Wittlich
  - Deutsches Telefon Museum
  - Archäologiepark Belginum
- Mutterstadt, Rhein-Pfalz-Kreis
  - Museum für Ortsgeschichte
- Mülheim-Kärlich, Landkreis Mayen-Koblenz
  - Stadtmuseum Mülheim-Kärlich
- Mörsbach, Westerwaldkreis
  - Museum f. landschaftstyp. Brauchtum
- Mörsdorf, Landkreis Cochem-Zell
  - Heimatmuseum Mörsdorf
- Münchweiler an der Alsenz
  - Rundfunkmuseum
- Münstermaifeld
  - Archäologisches Museum Maifeld

## N
- Nackenheim, Landkreis Mainz-Bingen
  - Ortsmuseum Nackenheim
- Nastätten, Rhein-Lahn-Kreis
  - Museum im Blauen Ländchen
- Neef, Landkreis Cochem-Zell
  - Ofen- und Puppenmuseum
- Neroth, Landkreis Vulkaneifel
  - Mausefallenmuseum/Drahtwarenmuseum
- Neuburg am Rhein, Landkreis Germersheim
  - Heimat- und Schiffahrtsmuseum
  - Ortsmuseum Neuburg am Rhein
- Neuerkirch, Rhein-Hunsrück-Kreis
  - Kulturhistorisches Museum Hunsrück
- Neumagen-Dhron, Landkreis Bernkastel-Wittlich
  - Heimatmuseum Neumagen-Dhron
- Neupotz, Landkreis Germersheim
  - Heimatmuseum
- Neustadt (Wied), Landkreis Neuwied
  - Heimatmuseum
- Neustadt an der Weinstraße, Landkreis Neustadt an der Weinstraße
  - Museum der Stadt Neustadt an der Weinstraße „Villa Böhm“
  - Weinbaumuseum Herrenhof
  - Eisenbahnmuseum der Pfalz
  - Kuckucksbähnel
  - Museum Hambacher Schloss
  - Otto Dill Museum
- Neuwied, Landkreis Neuwied
  - Kreismuseum Neuwied
  - Kurfürstliches Schloss Engers
  - Galerie Mennonitenkirche
  - Monrepos – Archäologisches Forschungszentrum und Museum für menschliche Verhaltensevolution
- Nickenich, Landkreis Mayen-Koblenz
  - Pellenz-Museum
- Nieder-Olm, Landkreis Mainz-Bingen
  - Schmiedemuseum in der Schmiede Wettig
- Niederbreitbach, Landkreis Neuwied
  - Dorfmuseum Niederbreitbach
- Niederheimbach, Landkreis Mainz-Bingen
  - Museum Burg Sooneck
- Niedermoschel, Donnersbergkreis
  - Museum des Nord- und Westpfälzer Quecksilberbaus
- Niederzissen, Landkreis Ahrweiler
  - Brohltal Schmalspureisenbahn IBS Interessengem. Brohltal Schmalspureisenbahn e. V.
- Nierstein, Landkreis Mainz-Bingen
  - Museumsschiff Siegfried
  - Paläontologisches Museum Nierstein
- Nothweiler, Landkreis Südwestpfalz
  - ehemaliges Museum Instrumentarium. Ende 2012 geschlossen, Sammlung verkauft
  - Besucherbergwerk Eisenerzgrube (s. Webseite Nothweiler)
- Nürburg, Landkreis Ahrweiler
  - Erlebniswelt Nürburgring

## O
- Ober-Flörsheim, Landkreis Alzey-Worms
  - Heimatmuseum Ober-Flörsheim
- Oberalben, Landkreis Kusel
  - Auswanderermuseum
- Oberhausen an der Nahe, Landkreis Bad Kreuznach
  - Traktorenmuseum
- Oberwesel, Rhein-Hunsrück-Kreis
  - Kulturhaus und Stadtmuseum Oberwesel
  - Meteorite-Museum
  - Bäckereimuseum
  - Turmmuseum im  Torturm der Schönburg
- Ockenheim, Landkreis Mainz-Bingen
  - Heimatmuseum
- Odernheim am Glan, Landkreis Bad Kreuznach
  - Disibodenberger Scivias-Stiftung
- Oppenheim, Landkreis Mainz-Bingen
  - Deutsches Weinbaumuseum
  - Heimat- und Geschichtsmuseum
  - Kellerlabyrinth – Stadt unter der Stadt
  - Historische Ausstellung, Katharinenkirche, Westchor und Raum der Stille
- Osthofen, Landkreis Alzey-Worms
  - NS-Dokumentationszentrum KZ Osthofen
- Otterbach, Landkreis Kaiserslautern
  - Motorradmuseum Otterbach
- Otterberg, Landkreis Kaiserslautern
  - Heimatmuseum Otterberg

## P
- Pirmasens
  - Dynamikum
  - Forum Alte Post mit Bürkelgalerie und Hugo-Ball-Kabinett
  - Museen im Alten Rathaus mit Heimatmuseum, Schuhmuseum und Scherenschnitt-Kabinett
  - Westwallmuseum Gerstfeldhöhe Festungswerk
  - Stadtwerke-Museum
- Polch, Landkreis Mayen-Koblenz
  - Heimatmuseum Christinas Stube
- Pommern, Landkreis Cochem-Zell
  - Weinbaumuseum im historischen Winzerhaus

## Q
- Queidersbach, Landkreis Kaiserslautern
  - Museum Sickinger Höhe
- Quirnheim, Landkreis Bad Dürkheim
  - Motorrad- und Technikmuseum Leiningerland

## R
- Ramberg (Pfalz)
  - Bürstenbindermuseum Ramberg
- Rammelsbach, Landkreis Kusel
  - Pflastersteinmuseum W. Panetzky
- Ramsen, Donnersbergkreis
  - Stumpfwaldbahn SWB Stumpfwaldbahn Ramsen e. V.
- Ramstein-Miesenbach, Landkreis Kaiserslautern
  - Museum im Westrich
  - Dokumentations- und Ausstellungszentrum zur Geschichte der US-Amerikaner in Rheinland-Pfalz
- Ransbach-Baumbach, Westerwaldkreis
  - Schlondes-Museum im Kannenofen
  - Töpfermuseum im Eulerhof Zöller
- Remagen, Landkreis Ahrweiler
  - Friedensmuseum Brücke von Remagen
  - Arp Museum Bahnhof Rolandseck
  - Römisches Museum
- Rheinbrohl
  - RömerWelt

- Rheinzabern, Landkreis Germersheim
  - Terra-Sigillata-Museum
- Rödersheim-Gronau
  - Sozialhistorisches Zigarrenfabrikmuseum der Pfalz
- Rockenhausen, Donnersbergkreis
  - Kahnweilerhaus
  - Museum Pachen
  - Nordpfälzer Heimatmuseum
  - Museum für Zeit – Pfälzisches Turmuhrenmuseum
- Rodalben, Landkreis Südwestpfalz
  - Johann-Peter-Frank-Museum
- Roes, Landkreis Cochem-Zell
  - Museum Burg Pyrmont

## S
- Saarburg, Landkreis Trier-Saarburg
  - Amüseum
  - Museum am Wasserfall (Mühlenmuseum)
- Saffig, Landkreis Mayen-Koblenz
  - Museum Synagoge Saffig
- Schalkenmehren, Landkreis Vulkaneifel
  - Heimwebereimuseum Schalkenmehren
- Schifferstadt, Rhein-Pfalz-Kreis
  - Heimatmuseum Schifferstadt
- Schmitshausen, Landkreis Südwestpfalz
  - Heimatmuseum Wallhalben
- Schweich, Landkreis Trier-Saarburg
  - Museum Synagoge Schweich
  - Stefan-Andres-Ausstellung
  - Molitorsmühle am Föhrenbach
- Schweisweiler, Donnersbergkreis
  - Leo’s Tenne Dorfmuseum
- Schönecken, Eifelkreis Bitburg-Prüm
  - Handwerkermuseum
- Selters, Westerwaldkreis
  - MUSE. Museum in der Schule Selters
- Senheim, Landkreis Cochem-Zell
  - Weinmuseum Schlagkamp-Desoye
- Siershahn, Westerwaldkreis
  - Tonbergbaumuseum Tonbergbauverein Westerwald e. V.
- Simmern/Hunsrück, Rhein-Hunsrück-Kreis
  - Hunsrück-Museum
- Simmertal, Landkreis Bad Kreuznach
  - Naturkundliches Museum
- Singhofen, Rhein-Lahn-Kreis
  - Singhofener Heimatstuben
- Sinzig, Landkreis Ahrweiler
  - Heimatmuseum Sinzig
- Speicher, Eifelkreis Bitburg-Prüm
  - Heimatmuseum
  - Keramikmuseum Fa. Plewa
- Spall
- Speyer
  - Historisches Museum der Pfalz
  - Museum SchPIRA
  - Purrmann-Haus
  - Technik-Museum
- Sprendlingen, Landkreis Mainz-Bingen
  - Heimatmuseum Sprendlingen
- St. Goar, Rhein-Hunsrück-Kreis
  - Deutsches Bären- und Puppenmuseum Loreley
  - Heimatmuseum in Burg Rheinfels
- St. Goarshausen, Rhein-Lahn-Kreis
  - Loreleymuseum
- St. Johann, Landkreis Mayen-Koblenz
  - Schloss Bürresheim
- Staudernheim, Landkreis Bad Kreuznach
  - Nahe der Natur - Mitmach-Museum für Naturschutz
- Steinbach am Glan, Landkreis Kusel
  - Heimatmuseum Steinbach am Glan
- Steinebach/Sieg, Landkreis Altenkirchen (Westerwald)
  - Besucherbergwerk Grube Bindweide
  - Westerwaldmuseum Motorrad u. Technik
- Stromberg, Landkreis Bad Kreuznach
  - Heimatmuseum Stromberg
- Strohn, Landkreis Vulkaneifel
  - Vulkanhaus Strohn

## T
- Tawern, Landkreis Trier-Saarburg
  - Gallo-römischer Tempel
- Thallichtenberg, Landkreis Kusel
  - Urweltmuseum Geoskop
- Traben-Trarbach, Landkreis Bernkastel-Wittlich
  - Mittelmoselmuseum im Barockhaus
  - Buddha-Museum
  - Spielzeugmuseum
  - Ikonen-Zentrum Alexej-Saweljew
- Trechtingshausen, Landkreis Mainz-Bingen
  - Museum Burg Reichenstein
  - Museum Burg Rheinstein
- Treis-Karden, Landkreis Cochem-Zell
  - Stiftsmuseum an St. Castor
- Trier
  - Bischöfliches Dom- und Diözesanmuseum
  - Domschatz
  - Galerie 86
  - Haus des Waldes beim Drachenhaus
  - Museum Karl-Marx-Haus
  - Rheinisches Landesmuseum Trier
  - Schatzkammer und Ausstellung Stadtbibliothek
  - Spielzeugmuseum
  - Stadtmuseum Simeonstift
  - Thermen am Viehmarkt
  - Tuchfabrik Trier Kultur- und Kommunikationszentrum TUFA
  - Archäologische Sammlung der Universität
  - Original- und Abgußsammlung der Universität Trier
  - G.B.Kunst Gesellschaft für Bildende Kunst Trier e. V.

## U
- Ulmen, Landkreis Cochem-Zell
  - Schulmuseum Ulmen
- Undenheim, Landkreis Mainz-Bingen
  - Heimatmuseum
- Unkel, Landkreis Neuwied
  - Willy-Brandt-Forum

## V
- Vallendar, Landkreis Mayen-Koblenz
  - Heimatmuseum

## W
- Wachenheim, Landkreis Alzey-Worms
  - Heimatmuseum Wachenheim
- Wachenheim an der Weinstraße, Landkreis Bad Dürkheim
  - Holzlöffelsammlung
  - Waagenmuseum
- Waldbreitbach, Landkreis Neuwied
  - Museum Alte Dorfschmiede
  - Museum Ölmühle
  - Waldbreitbacher Franziskanerinnen
- Waldfischbach-Burgalben, Landkreis Südwestpfalz
  - Heimatmuseum
- Waldsee, Rhein-Pfalz-Kreis
  - Heimatmuseum
- Weilerbach, Landkreis Kaiserslautern
  - Rh.-Blauth-Museum
- Weißenthurm, Landkreis Mayen-Koblenz
  - Eulenthurm-Museum
- Westheim, Landkreis Germersheim
  - Heimatmuseum Westheim, Kuhardt und Neupotz
- Wierschem, Landkreis Mayen-Koblenz
  - Museum Burg Eltz
- Winden, Landkreis Germersheim
  - Heimatmuseum
- Winningen, Landkreis Mayen-Koblenz
  - Wein- und Heimatmuseum
- Wittlich, Landkreis Bernkastel-Wittlich
  - Jüdisches Dokumentationszentrum Kultur- und Tagungsstätte Synagoge Wittlich
  - Gefängnis-Museum in der Justizvollzugsanstalt Wittlich
  - Städtische Galerie für moderne Kunst, früher Georg-Meistermann-Museum
- Wörth am Rhein, Landkreis Germersheim
  - Galerie Altes Rathaus Wörth
- Wörth-Schaidt, Landkreis Germersheim
  - Heimatmuseum mit Eiskeller
  - Viehstrichmuseum mit Eiskeller
- Wolfstein, Landkreis Kusel
  - Heimatmuseum
  - Museum Kalkbergwerk am Königsberg
- Wolsfeld, Eifelkreis Bitburg-Prüm
  - Takenplattensammlung
- Kreisfreie Stadt Worms
  - Nibelungenmuseum
  - Museum der Stadt Worms im Andreasstift
  - Kunsthaus Heylshof
  - Jüdisches Museum Worms
- Worms-Abenheim
  - Heimatmuseum
- Worms-Herrnsheim
  - Heimatmuseum
- Worms-Hochheim
  - Schreinermuseum (an der Alten Schule)
- Worms-Horchheim
  - Heimatmuseum
- Worms-Weinsheim
  - Heimatmuseum

## Z
- Zell, Landkreis Cochem-Zell
  - Wein- und Heimatmuseum
- Zellertal, Donnersbergkreis
  - Museum für Ortsgeschichte und Weinbau
- Zerf, Landkreis Trier-Saarburg
  - Heimatmuseum
- Zweibrücken, Kreisfreie Stadt Zweibrücken
  - Stadtmuseum